# Don-Inda-Klasse
Die Schiffe der Don-Inda-Klasse, international auch als Neptun Class bzw. Ulstein Zamakona Neptun Series bezeichnet, sind als Mehrzweckschiffe konzipierte spanische Hochsee-Bergungsschlepper der Sociedad de Salvamento y Seguridad Marítima. Die Schiffe fahren mit Heimathafen Santa Cruz de Tenerife unter der Flagge Spaniens. Sie dienen der Abwehr von Gefahr im Falle einer Havarie.
Die Don Inda ist das Typschiff der Klasse. Sie ist für das Operationsgebiet Galicien zuständig und in Corcubión stationiert. Das Schwesterschiff Clara Campoamor ist für das Operationsgebiet der Straße von Gibraltar zuständig und in Algeciras stationiert.
Die Schiffe sind Teil des spanischen Notschleppkonzeptes. Neben der Möglichkeit, die Schiffe als Schlepper (Not- und Bergungsschlepper) einzusetzen, können sie auch im Falle von Ölunfällen und Bränden auf See sowie als Rettungsschiff eingesetzt werden.

## Technik und Ausstattung
Die Schiffe basieren auf einem Designkonzept für 80-m-Ankerziehschlepper von Rolls-Royce (UT 722), das für den Notschleppeinsatz leicht modifiziert wurde und wurden auf den Zamakona Yards bei Bilbao gebaut. Der Antrieb erfolgt durch vier Achtzylinder-Dieselmotoren mit einer Leistung von jeweils 4000 kW. Je zwei Motoren wirken auf einen Verstellpropeller, wobei die Schiffe mit allen vier oder nur zwei Motoren betrieben werden können. Zur Steigerung des Wirkungsgrades sind die Propeller mit einer Kortdüse ausgestattet. Darüber hinaus verfügen die Schiffe über ein Bug- und zwei Heckstrahlruder, die jeweils mit Verstellpropellern ausgerüstet sind, sowie eine Propellergondel im Bugbereich.
Die Schiffe sind mit einem dynamischen Positioniersystem ausgestattet. Sie haben eine Reichweite von rund 9000 Seemeilen. Sie besitzen einen Pfahlzug von 228 Tonnen und zählen damit zu den stärksten Schleppern in Europa. Die 300-t-Schleppwinde wirkt auf 83-mm-Schlepptrossen und ist mit einer 550-t-Bremseinrichtung ausgestattet. Eine weitere 45-t-Winsch ist auf dem Vordeck installiert.
Für die Feuerbekämpfung verfügen die Schiffe über mehrere Löschmonitore. Für die Bekämpfung von Ölunfällen auf See sind sie auf beiden Seiten mit Ölskimmern ausgestattet. Die Tankkapazität für abgesaugtes Öl beträgt 1749,8 m³, wobei dank der verfügbaren Separatoren das Öl zum größten Teil vom zunächst mit aufgenommenen Wasser getrennt werden kann. In den Tanks befinden sich so nur bis zu 5 % Wasser.
Die Decksaufbauten sind im vorderen Bereich des Schiffes angeordnet. Dahinter befindet sich ein offenes Arbeitsdeck. Hier befinden sich zwei Arbeitskräne mit einer Kapazität von jeweils 20 Tonnen. Am Heck der Schiffe befindet sich ein Heckgalgen mit einer Kapazität von 50 Tonnen.
Durch eine Bugverstärkung können die Schlepper havarierte Schiffe auch bugsieren, d. h. schieben. Dies ist besonders zur Herstellung einer geeigneten Ausrichtung gegen Wind und Seegang von Bedeutung.

## Die Schiffe
| Don-Inda-Klasse | Don-Inda-Klasse | Don-Inda-Klasse | Don-Inda-Klasse | Don-Inda-Klasse |
| Bauname         | Baujahr         | Werftnummer     | IMO-Nummer      | Spätere Namen   |
| --------------- | --------------- | --------------- | --------------- | --------------- |
| Don Inda        | 2006            | C-618           | 9338010         |                 |
| Clara Campoamor | 2007            | C-619           | 9338022         |                 |